# Въоръжени сили на Сирия
Въоръжените сили на Сирия се състоят от Сирийска арабска армия (сухопътни сили), Сирийски арабски флот (военноморски), Сирийски арабски военновъздушни сили, Сирийски арабски противовъздушни сили, Полиция и Сили за сигурност. Върховен главнокомандващ е президентът Башар ал-Асад.

## Въоръжение

### Бронирана техника
| Име     | Количество |
| ------- | ---------- |
| T-72M   | 1600       |
| T-62M   | 1000       |
| T-55MB  | 2000       |
| БРДМ-2  | 800        |
| БМП-1   | 2100       |
| БМП-2   | 100        |
| БТР-152 |            |
| БТР-50  |            |
| БТР-60  |            |
| БТР-70  |            |

### Артилерия
- гаубици Д-30 – 600
- оръдия А-19 – 100
- оръдия М-46 – 600
- гаубици Д-20 – 20
- гаубици М-10 – 50
- гаубици М-30 – 400
- оръдия С23 – 10
- самоходни гаубици 2С1 Гвоздика – 380
- самоходни гаубици 2С3 Акация – 50
- 82 мм миномети – 200
- 160 мм миномети – 500
- 240 мм миномети – 10
- залпови установки Тип 63 – 200
- залпови установки БМ-21 – 280
- ок. 5000 противотанкови ракети от различни видове;
- балистични ракети 9К52 Луна – 18
- ОТР-21 – 18
- SCUD-D – 26

### Противовъздушни оръдия
- ЗСУ-57-2
- ЗСУ-23-4 – 400
- 61-К – 300
- ЗСУ-23-2 – 650
- С-60 – 675
- КС-19 – 25

### Противовъздушни ракети
- 9К32 Стрела-2 – 4000
- 9К34 Стрела-3 – 100
- 9К38 Игла
- 9К33 Оса – 160
- 9К31 Стрела-1 – 20
- 9К37 Бук – 20
- 9К35 Стрела-10 – 350
- 9М311 Тунгуска